# Karin Fehr Thoma
Karin Fehr Thoma (* 7. Januar 1963; heimatberechtigt in Zürich) ist eine Schweizer Politikerin (Grüne).

## Leben
Karin Fehr Thoma machte die Matura an der Kantonsschule Rämibühl in Zürich und anschliessend eine Lehre als Landschaftsgärtnerin. Von 1987 bis 1994 studierte sie Soziologie und Politikwissenschaft und von 2006 bis 2012 Erziehungswissenschaften an der Universität Zürich. Von 1996 bis 2006 arbeitete sie beim Regionalen Arbeitsvermittlungszentrum RAV in Wetzikon, dem sie ab 2000 als Leiterin vorstand. Von 2007 bis 2018 arbeitete Fehr Thoma als Geschäftsleiterin der Schweizerischen Dachorganisation der Arbeitswelt Soziales SAVOIRSOCIAL. Sie ist verheiratet, Mutter von zwei Töchtern und lebt in Uster.

## Politik
Karin Fehr Thoma wurde 2018 in den Stadtrat (Exekutive) von Uster gewählt und wurde 2022 wiedergewählt. Sie steht der Abteilung Gesundheit vor und ist Präsidentin der Fachkommission Sport und der Sportpreis-Jury.
2015 wurde Fehr Thoma in den Kantonsrat des Kantons Zürich gewählt. Seit 2015 ist sie Mitglied der Kommission für Bildung und Kultur und seit 2021 Mitglied der Spezialkommission Innovationspark. 2020 wurde sie zur Vizepräsidentin der Grünen-Fraktion gewählt.
Karin Fehr Thoma ist seit 2013 Vorstandsmitglied der Grünen Stadt und Region Uster und war von 2008 bis 2012 Co-Präsidentin der Grünen Bezirk Hinwil. Sie war von 2012 bis 2015 Mitglied der Eidgenössischen Berufsbildungskommission EBBK, von 2016 bis 2021 Mitglied der Regionalen Psychiatriekommission Zürcher Oberland und von 2018 bis 2022 Stiftungsrätin der Zürcher Kinder- und Jugendheime ZKJ. Seit 2018 ist Fehr Thoma Verwaltungsrätin des Zweckverbands Kehrichtverwertung Zürcher Oberland KEZO und Stiftungsrätin der Stiftung Wagerenhof in Uster.